# 웅황

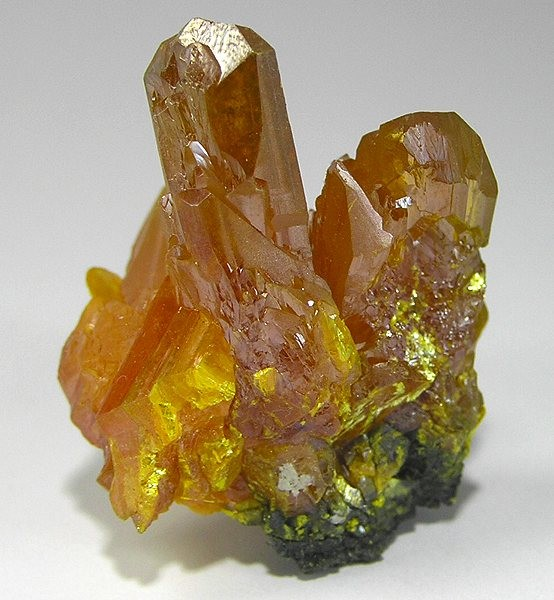

웅황(雄黃, Orpiment)은 화학식이 As2S3인 짙은 주황색의 황화 비소 광물이다. 화산 분화구, 저온 열수 정맥 및 온천에서 발견되며 승화 및 다른 황화비소 광물인 리얼가의 붕괴 부산물로 형성된다.
웅황의 영단어 orpiment은 진한 노란색으로 인해 라틴어 auripigmentum(aurum, "금" + pigmentum, "안료")에서 이름을 따왔다. 웅황은 한때 미술품, 의학 및 기타 응용 분야에서 널리 사용되었다. 독성과 불안정성으로 인해 사용량이 감소했다.